# IC 1924
IC 1924 је спирална галаксија у сазвјежђу Часовник која се налази на листи објеката дубоког неба у Индекс каталогу.
Деклинација објекта је - 51° 42' 12" а ректасцензија 3h 25m 7,5s. Привидна величина (магнитуда) објекта IC 1924 износи 15,9 а фотографска магнитуда 16,7. IC 1924 је још познат и под ознакама ESO 200-17, PGC 12781.